# Jean-Philippe Rohr
Jean-Philippe Rohr (ur. 23 grudnia 1961 w Metzu) – francuski piłkarz występujący na pozycji pomocnika. 

## Kariera klubowa
Rohr karierę rozpoczynał w 1977 roku w trzecioligowych rezerwach FC Metz, a w 1980 roku został włączony do jego pierwszej drużyny, grającej w Division 1. W lidze tej zadebiutował 27 maja 1980 w przegranym 1:4 meczu z RC Lens. 30 stycznia 1983 w przegranym 3:4 pojedynku z FC Sochaux-Montbéliard strzelił pierwszego gola w Division 1. W sezonie 1983/1984 wraz z zespołem zdobył Puchar Francji. Graczem Metz był do końca sezonu 1984/1985.
W 1985 roku Rohr został zawodnikiem OGC Nice, również grającego w Division 1. Spędził tam sezon 1985/1986, a potem odszedł do także pierwszoligowego AS Monaco. W sezonie 1987/1988 zdobył z nim mistrzostwo Francji. W 1988 roku wrócił do OGC Nice, gdzie w 1991 roku zakończył karierę.
W Division 1 rozegrał 237 spotkań i zdobył 19 bramek.

## Kariera reprezentacyjna
W reprezentacji Francji Rohr wystąpił jeden raz, 9 września 1987 w zremisowanym 1:1 meczu eliminacji Mistrzostw Europy 1988 ze Związkiem Radzieckim.
W 1984 roku był członkiem reprezentacji, która zdobyła złoty medal na Letnich Igrzyskach Olimpijskich.